# Napříč pouští
Napříč pouští (v anglickém originále Desert Crossing) je epizoda seriálu Star Trek: Enterprise. Jde o dvacátý čtvrtý díl první řady pátého seriálu ze světa Star Treku.

## Děj
Posádka Enterprise po krátkém zdržení míří na se Risu na dovolenou, ale přípravy přeruší zachycení nouzového signálu. Jeho zdrojem je torothanská loď kapitána Zobrala, které ucpaly zbytky vstřikovače plazmatu. Jako součást poděkování za opravu nabídne Zobral Archerovi a Tuckerovi návštěvu na jeho rodné planetě. Trip sice nemá rád horko a písek od kurzu přežití v Austrálii, jenže nakonec se nechá kapitánem přemluvit. Příjemný odpočinek na povrchu planety vyplní ochutnáváním místních kulinářských specialit a poté hrou zvanou "geskana", která se podobá lakrosu.
Enterprise v tuto dobu zachytí signál z druhé strany pouště. Kancléř Trelit reprezentuje oficiální vládu a varuje T'Pol, že Archera a Tripa už možná nikdy neuvidí, protože Zobral a jeho lidé jsou teroristi. T'Pol se kapitána pokusí varovat, ale Zobral jeho výmluvy prohlédne a požádá ho o pomoc. Zobral se před časem setkal se Sulibany, které Archer osvobodil a nyní doufá, že také jim pomůže. Torothané před deseti roky svrhli kastovní systém, ale místo práva a spravedlnosti je oficiální vláda utlačuje. Od Archera žádá pomoc s taktikou, protože si ho naivně představuje jako velkého válečníka. Kapitán váhá, a krátce poté podnikne vláda pravidelný nálet na vesnici povstalců. Trip a Archer se dostanou k se raketoplánu, ovšem kvůli hrozbě sestřelení neodletí a raději zamíří do pouště.
Počáteční optimismus rychle vyprchá, když se Archer musí starat o dehydrovaného a zraněného Tripa, navíc jim rychle dochází zásoby vody. Na poslední chvíli najdou rozpadlou budovu v poušti, ve které se skryjí. K jejich smůle je zde vypátrá vláda a začne je bombardovat. Kapitán odvleče polomrtvého Tripa pryč. Mezitím Zobral přistane na Enterprise, kde zjistí, že Archer není to, co si představoval, ale alespoň nabídne pomoc při pátrání. Spolu s Reeded a T'Pol v raketoplánu zachytí střelbu, zneškodní útočníky a zachrání těžce zkroušenou dvojici. Na palubě Enterprise kapitán znovu odmítne Zobralovi pomoc, protože vměšování se do konfliktů cizích druhů by mělo být v kompetenci vlád, nikoliv kapitánů.